# Ищенковка
Ищенковка (укр. Іщенківка) — село,
Дейкаловский сельский совет,
Зеньковский район,
Полтавская область,
Украина.
Код КОАТУУ — 5321381702. Население по переписи 2001 года составляло 25 человек.

## Географическое положение
Село Ищенковка находится на правом берегу реки Грунь,
выше по течению на расстоянии в 2 км расположено село Шиловка,
ниже по течению на расстоянии в 3,5 км расположено село Дейкаловка, на противоположном берегу — село Подозерка.

## История
в 1941 году называлось Отрадовка (не путать с Отрадовкой Шиловского района)
Есть на карте 1869 года как Ещенковка